# Roodkopchachalaca
De roodkopchachalaca (Ortalis erythroptera) is een vogel uit de familie sjakohoenders en hokko's (Cracidae). De wetenschappelijke naam van de soort is  als Ortalida erythroptera voor het eerst geldig gepubliceerd in 1870 door Philip Lutley Sclater en Osbert Salvin.

## Kenmerken
De vogel is 56-66 cm lang. Het is een relatief klein, bosbewonend soort hoen. De vogel is overwegend roodbruin, op de kop vooral rood. Van onder is de vogel lichter, naar de buik toe geleidelijk overgaand in vuilwit. Onder de ondersnavel heeft de vogel een kleine, rode lel.

## Verspreiding en leefgebied
De soort komt voor in westelijk Ecuador en noordwestelijk Peru. De leefgebieden van deze vogel liggen in natuurlijk tropisch bos, zowel loofbos in droge gebieden als nevelwoud tot op 1850 meter boven zeeniveau. Er zijn ook waarnemingen in agrarisch gebied (koffie- en bananenplantages).

## Status
De grootte van de populatie werd in 2016 door BirdLife International ruw geschat op 1500 tot 7000 volwassen individuen. De populatie-aantallen nemen af door habitatverlies. Het leefgebied wordt aangetast door ontbossing vooral in laagland. Om deze redenen staat deze soort als kwetsbaar op de Rode Lijst van de IUCN.